# Абакаров, Аслан Гусейнович
Аслан Гусейнович Абакаров (10 ноября 2003, Железноводск, Ставропольский край, Россия) — российский и азербайджанский борец вольного стиля. Мастер спорта России. Призёр чемпионатов Азербайджана.

## Карьера
В борьбу пришёл в 15 лет. Первые его тренеры, это его отец — Гусейн Абакаров и дед — Яхья Абакаров. В июне 2021 года перебрался в Хасавюрт. В конце февраля 2022 года в Назрани победил на Первенстве СКФО. 27 марта 2022 года в Каспийске, в финале Первенства России до 21 года уступил Артёму Пуховскому из Московской области. С 2022 года выступает за Азербайджан. В июне 2022 года в Риме на Первенстве Европы среди юниоров U21 в 1/4 финала уступил болгарину Георги Иванову (4:7) и остался за чертой призеров. 31 октября 2022 года ему было присвоено звание мастер спорта России. В декабре 2022 года в финале чемпионата Азербайджана уступил Рахиду Гамидли, став тем самым серебряным призёром. 9 августа 2023 года на играх стран СНГ в Минске в схватке за бронзовую медаль уступил Зиямухаммету Сапарову из Туркменистана. В декабре 2023 года в Баку завоевал бронзовую медаль чемпионата Азербайджана. В начале октября 2024 года стало известно, что Абакаров примет участие на чемпионате мира в Тиране в весовой категории до 92 кг.

## Личная жизнь
Есть один младший брат — Тимур, который занимается борьбой, и две младшие сестры. 

## Спортивные результаты
- Первенство России по борьбе среди юниоров U21 2022 — ;
- Чемпионат Азербайджана по вольной борьбе 2022 — ;
- Чемпионат Азербайджана по вольной борьбе 2023 — ;
- Международный турнир памяти Али Алиева  2024 — ;
- Чемпионат Азербайджана по вольной борьбе 2024 — ;